# Anne Piquereau
Anne Piquereau (* 15. Juni 1964 in Poitiers) ist eine ehemalige französische Hürdenläuferin. International war sie vor allem im 60-Meter-Hürdenlauf in der Halle erfolgreich.

## Sportliche Laufbahn
Nach zahlreichen Erfolgen im Jugend- und Juniorenbereich schaffte Piquereau 1985 den internationalen Durchbruch, als sie sowohl bei den Hallenweltspielen in Paris als auch bei den Halleneuropameisterschaften in Piräus die Bronzemedaille im 60-Meter-Hürdenlauf gewann. Im folgenden Jahr belegte sie bei den Halleneuropameisterschaften in Madrid den zweiten Rang hinter der Ostdeutschen Cornelia Oschkenat. Im Freien verpasste sie dagegen bei den Europameisterschaften in Stuttgart den Finaleinzug im 100-Meter-Hürdenlauf.
1987 wurde Piquereau bei den Halleneuropameisterschaften in Liévin Vierte über 60 Meter Hürden und bei den Weltmeisterschaften in Rom Fünfte über 100 Meter Hürden. Weniger erfolgreich verlief die Saison 1988. Bei den Halleneuropameisterschaften in Budapest schied sie im Vorlauf aus, bei den Olympischen Spielen in Seoul erreichte sie in der Viertelfinalrunde das Ziel nicht.
Piquereau wurde bei den Halleneuropameisterschaften 1990 in Glasgow Vierte über 60 Meter Hürden. Bei den Europameisterschaften in Split erreichte sie im 100-Meter-Lauf ebenso wie im folgenden Jahr bei den Weltmeisterschaften in Tokio die Halbfinalrunde. Bei den Mittelmeerspielen 1991 in Athen siegte sie über dieselbe Distanz.
Bei ihrer zweiten Olympiateilnahme 1992 in Barcelona erreichte Piqereau die Halbfinalrunde. 1994 gewann sie ihre letzte internationale Medaille, als sie bei den Halleneuropameisterschaften in Paris Dritte im 60-Meter-Hürdenlauf wurde. Bei den Europameisterschaften in Helsinki belegte sie den achten Platz über 100 Meter Hürden.
Piquereau wurde siebenmal französische Meisterin: dreimal im 100-Meter-Hürdenlauf (1988, 1992 und 1994) sowie viermal über 60 Meter Hürden in der Halle (1985–1987 und 1990).